# Dikraneura
Dikraneura  (лат.) — род цикадок из отряда полужесткокрылых.

## Описание
Цикадки длиной около 3—4 мм. Умеренно стройные, желтовато-зелёные. На территории бывшего СССР водятся 3 вида.
- Dikraneura aridella (J. Sahlberg, 1871)
- Dikraneura variata Hardy, 1850